# Fiat 672F
Fiat 672F – seria trolejbusów produkowana przez włoską firmę FIAT w latach 1941 – 1954, bazująca na konstrukcji autobusu Fiat 672. Pojazdy miały długość 12 metrów i wyposażone były w dwoje drzwi. Wytworzono 139 egzemplarzy tego rodzaju trolejbusów w różnych wariantach silnikowych.

## Wersje Fiata 672F
| Model         | Karoseria       | Silnik      | Pierwotny użytkownik                                |
| ------------- | --------------- | ----------- | --------------------------------------------------- |
| FIAT 672F/101 | Varesina        | Breda       | Mediolan                                            |
| FIAT 672F/102 | Garavini        | Breda       | Neapol                                              |
| FIAT 672F/111 | CaNSA           | T.I.B.B.    | Genua                                               |
| FIAT 672F/122 | AVIS            | CGE         | Neapol                                              |
| FIAT 672F/122 | CaNSA           | CGE         | Mediolan, Florencja, Rzym, Neapol, Katania, Palermo |
| FIAT 672F/122 | Casaro          | CGE         | Livorno                                             |
| FIAT 672F/122 | Off. Carmagnola | CGE         | Rzym, Salerno, Palermo                              |
| FIAT 672F/122 | Stanga          | CGE         | Wenecja                                             |
| FIAT 672F/122 | Viberti         | CGE         | Mediolan                                            |
| FIAT 672F/132 | CaNSA           | Marelli     | Mediolan                                            |
| FIAT 672F/132 | IMAM            | Marelli     | Neapol                                              |
| FIAT 672F/133 | CaNSA           | Marelli     | Rzym                                                |
| FIAT 672F/133 | Stanga          | Marelli     | Rzym                                                |
| FIAT 672F/135 | AVIS            | Marelli CGE | Neapol                                              |
| FIAT 672F/135 | Garavini        | Marelli CGE | Neapol                                              |
| FIAT 672F/135 | OM              | Marelli CGE | Turyn, Palermo                                      |
| FIAT 672F/135 | Stanga          | Marelli CGE | Wenecja                                             |
| FIAT 672F/212 | CaNSA           | T.I.B.B.    | Mediolan                                            |
| FIAT 672F/212 | Stanga          | T.I.B.B.    | Triest                                              |
| FIAT 672F/224 | CaNSA           | CGE         | Mediolan                                            |
| FIAT 672F/224 | IMAM            | CGE         | Neapol                                              |
| FIAT 672F/224 | Viberti         | CGE         | Florencja                                           |
| FIAT 672F/225 | Casaro          | CGE         | Katania, Palermo                                    |
| FIAT 672F/250 | AVIS            | OCREN EPN-1 | Neapol                                              |

## Opis niektórych modeli

### Fiat 672 F101
Pojazdy te były wyposażone w karoserię firmy Varesina i napędzane silnikiem trakcyjnym Breda o mocy 88 kW. Silnik był umieszczony przed osią środkową. Napędzał on obie tylne osie. Wał napędowy najpierw przekazywał moc do przekładni w osi środkowej, a następnie krótkim wałem przekazywana była ona do osi trzeciej.